# Spilosoma lugens
Spilosoma lugens är en fjärilsart som beskrevs av Carl Peter Thunberg 1788. Spilosoma lugens ingår i släktet Spilosoma och familjen björnspinnare. Inga underarter finns listade i Catalogue of Life.